# کیو، لاتزیو
کِیو (به انگلیسی: Cave) یک شهر و کومونه در منطقه لاتیوم ایتالیا است که ۴۲ کیلومتر (۲۶ مایل) جنوب شرقی رم قرار دارد و در سال ۲۰۱۱ جمعیت آن ۱۰۴۲۱ نفر بود.

## تاریخچه
از این شهر برای اولین بار در سال ۹۹۸ پس از میلاد نام برده شد، و بعداً به یکی از املاک خانواده کولونا تبدیل شد. این شهر در سال ۱۴۸۲ توسط پاپ سیکستوس چهارم محاصره و مجبور به تسلیم شد. این شهر همچنین به دلیل معاهده کیو که در ۱۲ سپتامبر ۱۵۵۷ توسط نمایندگان تام‌الاختیار پاپ پل چهارم و فرناندو آلوارز د تولدو، نایب السلطنه اسپانیایی ناپولی امضا شد، شناخته شده‌است.

## جغرافیا
کیو با کاستل سان پیترو رومانو، جناتزانو، پالسترینا، روکا دی کاوه و والمونتونه هم‌مرز است و دهکده‌های کولپالم و سن بارتولومئو را در برمی گیرد.